# Patrick Chamoiseau
Patrick Chamoiseau (* 3. prosince 1953 Fort-de-France) je martinický spisovatel.
Vystudoval v Paříži práva a živil se jako sociální pracovník, v literatuře debutoval v roce 1982 divadelní hrou Manman Dlo contre la fée Carabosse. Jeho tvorbu výrazně ovlivnil Édouard Glissant svými myšlenkami o specifické antilské mentalitě, která je produktem mísení různých kultur i traumat z otrokářské minulosti. V roce 1989 vydal Chamoiseau spolu s Raphaëlem Confiantem a Jeanem Bernabém manifest Éloge de la créolité, v němž vyzvali k ochraně martinického folklórního dědictví. V roce 1990 dostal Chamoiseau Prix Carbet a v roce 1992 byla jeho rodinná sága Texaco odměněna Goncourtovou cenou. Mezinárodní úspěch měla také autobiografická trilogie Une enfance Créole. Je autorem scénářů k filmům Guye Deslaurierse L'Exil du roi Béhanzin, Biguine a Aliker. V roce 2017 vydal esej Bratři uprchlíci, v němž reagoval na odmítavý postoj Evropy vůči imigrantům ze zemí Třetího světa.
Do češtiny byl přeložen román Solibo Ohromný (Atlantis, 1993), který je poctou tradici martinických lidových vypravěčů, magickorealistický příběh Otrok stařec a obří pes (Volvox Globator, 2005) a soubor kreolských pohádek Byl jednou jeden zázrak (Baobab, 2018).
Za svoji tvorbu získal Cenu prince Clause, Prix RFO du livre a Řád umění a literatury.